# Искаков, Исаак Кириллович
Исаа́к Кири́ллович Иска́ков (4 сентября 1902, д. Мари-Возжай, ныне Граховский район, Удмуртия — 16 сентября 1960, Йошкар-Ола, Марий Эл) — марийский советский деятель культуры, партийный работник, педагог, участник Великой Отечественной войны. Директор Марийского республиканского краеведческого музея (Национального музея Республики Марий Эл им. Т. Евсеева) (1948—1953). Член ВКП(б).

## Биография
Родился в 1902 году в д. Мари-Возжай ныне Граховского района Удмуртии в бедной крестьянской семье. По национальности — мари. Окончил школу в родном районе, в 1921 году — марийские 3-месячные педагогические курсы в Елабуге.  Сельский учитель, в 1930 году — председатель Граховского РИК, в 1932 году — председатель Зуринского РИК, член ВКП(б).
С 1932 года в Йошкар-Оле: заместитель заведующего отделом, старший инструктор Марийского ОБИК, в 1937—1938 годах — управляющий аптекоуправлением, в 1939—1941 годах — управляющий конторой «Сельхозхимснаб», в 1939—1941 годах — управляющий делами Президиума Верховного Совета Марийской АССР. В 1938 году подвергся репрессиям: 5 января 1938 года арестован «за связь с буржуазными националистами», осуждён на 1,5 года заключения, освободился, был восстановлен в партии.
17 декабря 1942 года был призван в РККА. Участник Великой Отечественной войны: стрелок на Прибалтийском фронте, парторг стрелкового батальона и роты, от рядового до старшего сержанта. Был тяжело ранен, лишился глаза. Награждён орденом Красной Звезды (1944), боевыми медалями, в том числе медалью «За отвагу» (1943).
После войны был сотрудником Наркомата / Министерства социального обеспечения, в 1948—1953 годах — директор Марийского республиканского краеведческого музея (ныне — Национального музея Республики Марий Эл им. Т. Евсеева).
Сын — Аркадий Исаакович Искаков, педагог, общественный деятель, заслуженный работник культуры Удмуртской Республики.
Умер 16 сентября 1960 года в Йошкар-Оле.

## Музейная деятельность
При И. К. Искакове с 1949 года музей стал носить другое официальное название — Марийский республиканский краеведческий музей. Сложилась структура отделов, просуществовавшая в неизменном виде более 30 лет. Действовали три отдела: природы, дореволюционного прошлого и советского периода. Также была открыта художественная галерея. В августе 1949 года самой первой выставкой здесь стала персональная выставка Н. М. Арбана.
В сентябре 1949 года впервые по радио была проведена онлайн-трансляция «Экскурсия по залам музея». Впервые всё музейное собрание было разделено на две части — основной и научно-вспомогательный фонды. С конца 1949 года в музее началось составление научных паспортов. В 1952 году музеем было выпущено первое самостоятельное издание — брошюра «Как организовать экскурсионно-туристический поход по родному краю» с приложением списка экскурсионно-туристических объектов Марийской АССР. Брошюра была составлена заместителем директора Б. В. Бабушкиным.
Также музеем были возобновлены археологические исследования Марийского края. В 1951—1952 годах впервые после длительного перерыва были произведены археологические исследования в Горномарийском и Юринском районах Марийской АССР.

## Награды
- Орден Красной Звезды (09.01.1944)[7]
- Медаль «За отвагу» (11.12.1943)[8]
- Медаль «За победу над Германией в Великой Отечественной войне 1941—1945 гг.» (09.05.1945)[9]
- Почётная грамота Президиума Верховного Совета Марийской АССР (1952)